# 908 Buda
908 Buda este un asteroid din centura principală, descoperit pe 30 noiembrie 1918, de Max Wolf.